# Ocotea magnilimba
Ocotea magnilimba är en lagerväxtart som beskrevs av André Joseph Guillaume Henri Kostermans. Ocotea magnilimba ingår i släktet Ocotea och familjen lagerväxter. Inga underarter finns listade i Catalogue of Life.